# 1983年体育
1983年，重要國際體育賽事包括：

## 大事記

### 1月至3月
- 1月22日——在连续5年蝉联溫布頓網球公開賽冠军后，比约恩·博里从网球场退役。

### 7月至9月
- 8月7日——第一屆世界田徑錦標賽在芬蘭赫爾辛基舉行。

## 逝世
参见： 1983年逝世